# Смородське
Сморо́дське —  село в Україні, підпорядковане Люботинській громаді Харківської області. Населення становить 91 осіб. Орган місцевого самоврядування — Люботинська міська рада.

## Географія
Село Смородське знаходиться на відстані 1 км від міста Люботин і селища Березівське. Село розділене на дві частини, які рознесені на кілометр. Поруч проходять автомобільні дороги М03 і Т 2112. 

## Історія
Село засноване в 1885 році.

## Населення

### Мова
Розподіл населення за рідною мовою за даними перепису 2001 року:
| Мова       | Кількість | Відсоток |
| ---------- | --------- | -------- |
| українська | 82        | 90.11%   |
| російська  | 8         | 8.79%    |
| угорська   | 1         | 1.10%    |
| Усього     | 91        | 100%     |

1. ↑  Рідні мови в об'єднаних територіальних громадах України — Український центр суспільних даних